# Huch!
Huch (Eigenschreibweise HUCH!), bis Mai 2017 Huch & friends, ist ein in Günzburg ansässiger Verlag für Gesellschaftsspiele. Das Verlagsprogramm fußt auf den Säulen Kinder, Wooden Line, Lernen & Logik, Familie & Kommunikation, Strategie und Lifestyle. Neben Eigenproduktionen veröffentlicht der Verlag auch Titel aus dem Ausland als deutsche Version.

## Verlagsgeschichte
Der Verlag Huch & friends wurde 2004 von Hermann Hutter, Klaus Zoch und Albrecht Werstein als Verlag für Lern- und innovative Spiele gegründet. Hermann Hutter hatte 2002 die Buchhandlung Kutter in Memmingen übernommen und beteiligte sich seit 2002 auch am Zoch Verlag von Klaus Zoch in München. Gemeinsam mit dem Verlag gründeten sie die Vertriebsgesellschaft Hutter Trade, die den Vertrieb für Huch & friends, Zoch und weitere Verlage und Spielzeugproduzenten wie Chelona Holzspielzeugsortiment übernahm. 2005 wurden die Verlage Ystari Games, Tilsit, Oberschwäbische Magnetspiele und Family Games in das Portfolio von Hutter aufgenommen. 2006 wurde das Spiel Caylus mit dem Sonderpreis „Komplexes Spiel“ im Rahmen des Spiel des Jahres ausgezeichnet, im gleichen Jahr wurde Ausgerechnet Buxtehude auf die Empfehlungsliste des Spiel des Jahres aufgenommen. 2007 gewann das Spiel Beppo der Bock die Auszeichnung Kinderspiel des Jahres. In den Folgejahren kamen mehrere weitere Auszeichnungen hinzu, darunter der Toy Award 2008 für das von Johann Lafer entwickelte Spiel Welt der guten Küche.
Im Jahr 2011 wurden die Anteile am Zoch Verlag an die Simba-Dickie-Group verkauft, zugleich wurden alle Anteile an Hutter Trade erworben. Im Mai 2017 erfolgte eine Änderung des Markennamens auf Huch! als Verschlankung des Namens.

## Auszeichnungen (Auswahl)
- Spiel des Jahres
  - 2006: Caylus Sonderpreis „Komplexes Spiel“
  - 2006: Ausgerechnet Buxtehude Empfehlungsliste
  - 2007: Yspahan nominiert
  - 2009: Fauna nominiert
  - 2010: Kamisado Empfehlungsliste

- Kinderspiel des Jahres
  - 2005: Daddy Cool nominiert
  - 2007: Beppo der Bock Sieger
  - 2007: Der kleine Sprechdachs Empfehlungsliste
  - 2008: Animalogic Empfehlungsliste
  - 2012: Die kleinen Drachenritter nominiert

- Deutscher Spiele Preis
  - 2006: Caylus 1. Platz
  - 2007: Yspahan 4. Platz
  - 2009: Fauna 10. Platz
  - 2012: Trajan 2. Platz
  - 2018: Rajas of the Ganges 3. Platz

- à la carte Kartenspielpreis
  - 2006: Ausgerechnet Buxtehude 1. Platz
  - 2007: Caylus Magna Carta 1. Platz

- Deutscher Lernspielpreis
  - 2008: Graffiti Sieger in der Kategorie „ab 9 Jahren“
  - 2012: Rally Fally Sieger in der Kategorie "ab 3 Jahren"

- Spiel der Spiele
  - 2006: Hive, Spiele Hit für Zwei
  - 2013: Feuer & Flamme, Sonderpreis
  - 2014: Voll Schaf, Spiele Hit für Familien
  - 2015: Bermuda, Spiele Hit mit Freunden
  - 2016: Gum Gum Machine, Spiele Hit mit Freunden 2016
  - 2017: Lyngk, Sonderpreis

- International Gamers Awards
  - 2012: Trajan, Sieger
  - 2009: Kamisado, Sieger

- Toy Award
  - 2008:  Welt der guten Küche, Sieger
  - 2012: Talat (Spiel), Sieger
  - 2019: Sound Jack, Sieger
  - 2022: Fabulus Elexus (Spiel), Sieger

- Top 10 Spielzeug
  - 2012: Talat (Spiel), Sieger
  - 2022: Escape Game - Das Spukschloss (Spiel), Nominierung
  - 2024: Dream Dragon Dream (Spiel), Sieger

## Belege
1. 1 2  Auf den Punkt gebracht. (Seite nicht mehr abrufbar, festgestellt im Juli 2025. Suche in Webarchiven)  Info: Der Link wurde automatisch als defekt markiert. Bitte prüfe den Link gemäß Anleitung und entferne dann diesen Hinweis. Presseinformation von HUCH! zur Namensänderung, 29. Mai 2017; abgerufen am 29. Juni 2017.
2. ↑  HUCH! & friends bei reich-der-spiele.de; abgerufen am 29. Juni 2017.
3. 1 2 3 4  Firmengeschichte der Buchhandlung Hutter (Memento des Originals vom 28. März 2016 im Internet Archive)  Info: Der Archivlink wurde automatisch eingesetzt und noch nicht geprüft. Bitte prüfe Original- und Archivlink gemäß Anleitung und entferne dann diesen Hinweis.; abgerufen am 29. Juni 2017.